# Kathe Kraub
Katharina Anna Krauß, más conocida como Käthe Krauß (Dresde, Alemania, 29 de noviembre de 1906-Mannheim, 9 de enero de 1970) fue una atleta alemana, especialista en la prueba de 100 m en la que llegó a ser medallista de bronce olímpica en 1936.

## Carrera deportiva
En los JJ. OO. de Berlín 1936 ganó la medalla de  bronce en los 100 metros lisos, con un tiempo de 11.9 segundos, llegando a meta tras la estadounidense Helen Stephens y la polaca Stanisława Walasiewicz (plata con 11.7 segundos).